# Август III
Август III Саксонец (пол. August III Sas, нем. August III von Sachsen; 17 октября 1696[…], Дрезден — 5 октября 1763[…], Дрезден) — король польский и великий князь литовский с 30 июня 1734 (провозглашение 5 октября 1733), курфюрст саксонский с 11 февраля 1733 как Фридрих Август II (нем. Friedrich August II.).
После смерти Августа II большинство сейма избрало на престол Лещинского, но часть шляхты провозгласила королем Августа, опираясь не только на заявления Австрии и России о недопущении на престол Лещинского, но и на русскую вооруженную силу (1733).

## Титул
Полный титул: Божьей милостью король польский, великий князь литовский, русский, прусский, мазовецкий, жемайтский, киевский, волынский, подольский, подляшский, инфляндский, смоленский, северский, черниговский, а также наследный герцог и курфюрст саксонский и так далее.

## Биография
Единственный законный сын и наследник Августа Сильного, воспитан своей матерью Кристианой Байрейтской в духе протестантизма. Во время путешествия, предпринятого им в 1712 году по Германии, Франции и Италии, он был тайно обращён в католицизм в Болонье, хотя открыто признал себя его приверженцем лишь в 1717 году в Саксонии. Надо полагать, что на это решение повлияли его виды на польскую корону и на брак с австрийской принцессой.
В 1733 году, по смерти отца, он, несмотря на старания Людовика XV снова возвести на престол Польши Станислава Лещинского, был провозглашён королём частью польской шляхты, но официально признан королём лишь на варшавском сейме 1736 года, после окончания войны за Польское наследство. Не обладая политическими способностями своего отца, он, однако, унаследовал от него его страсть к роскоши и искусству, по его примеру содержал блестящий двор и тратил громадные суммы на приобретение картин Дрезденской галереи и других знаменитых музеев, а также на содержание придворной капеллы. Управление же государством Август предоставил своему первому министру и любимцу, графу Брюлю.
17 января 1734 г. под защитой русского войска Август был провозглашен королем, хотя саксонская партия была в меньшинстве.

В период правления Августа III в Речи Посполитой произошли величайшие беспорядки в её истории. Русский историк-славист Н. Ястребов писал про постоянные срывы сеймов и политическую анархию при Августе III:
При Августе III только сейм 1736 г. окончился благополучно. Вовсе прекратилось законодательство, невозможны стали назначение податей, контроль финансов, увеличение войска. Высший сеймовый суд перестал функционировать; действовали только сеймики, развращаемые подкупами и также «срываемые»; «срываться» стали и «трибуналы» (1749, в Пиотркове). 
Об этом также писал белорусский историк А. Грицкевич, по его оценке, при Августе III было сорвано 14 сеймов, то есть за его правление только один сейм прошел успешно.
Н. Ястребов писал про наезды богатых землевладельцев на более бедных. Ещё он писал о моральной анархии в обществе, во время которой магнаты готовы были отдавать своих жен и дочерей за аренды и выгодные должности королям, родниться с королевскими наложницами и незаконными детьми. Стремительно укреплялось превосходство католической церкви, остальные религии оставались в худшем положении.
А. Грицкевич писал, что Август III не любил Речь Посполитую, редко бывал в ней, приезжал в связи с тем, что нужно было заниматься государственными делами в данной стране. Впрочем, его визиты в Гродно были направлены не столько на занятие делами государства, сколько на возможность охотиться в Беловежской пуще. За одну такую охоту в 1752 году было убито сорок два зубра и много других зверей.
В 1741 году он действовал против Марии Терезии в союзе с Испанией, Францией и Баварией, но, обеспокоенный успехами Фридриха II, уже в 1742 году заключил союз с Марией-Терезией, вступил в новую войну, но в 1745 году дважды потерпел поражение и только по Дрезденскому миру (25 декабря 1745 года) получил обратно свою страну, занятую Пруссией.
После возобновления войны в 1756 году он вследствие тайного договора с Австрией опять был вовлечён в войну с Пруссией, но был заперт Фридрихом II в лагере при Пирне с 17-тысячным войском, которое вынуждено было сдаться в плен. Сам Август бежал в Крепость Кёнигштайн, а потом в Польшу. Только после Губертусбургского мира он вернулся в Дрезден.
Саксонию после его смерти унаследовал его сын Фридрих Кристиан, а корона Польши досталась Станиславу Понятовскому. Фридрих Кристиан умер вскоре после отца — 7 декабря 1763 года, и наследником остался его малолетний сын, будущий король саксонский Фридрих Август I.
Когда Август III выдал дочь свою Марию-Иозефу за французского дофина, то это сблизило его с Потоцкими и отдалило от Чарторыйских, тем более, что последние уже негодовали на Августа за разрешение в интересе Потоцких важного для тех и других вопроса. Чарторыйские, получившие возможность опираться на Россию, в лице новой императрицы Екатерины II, очень близкой с их родственником, Станиславом Понятовским, решили устранить влияние Потоцких путем низвержения Августа III с престола с помощью русских войск. Уже готовилось открытое столкновение обеих партий, когда из Дрездена пришла весть о смерти Августа III.был похоронен рядом со своей супругой в Хофкирхе.

### Король Речи Посполитой
Речь Посполитая выкупила свой нейтралитет и невмешательство в войны (хотя в ходе Семилетней войны на её территории велись бои между враждующими сторонами) значительным ослаблением положения на международной арене.
Экономика страны проявляла устойчивый экономический рост и восстанавливалась после годов войны.
В сельском хозяйстве, главным образом в магнатских имениях, получил большое распространение перевод крестьян с барщины на чинш. Применялся наем безземельных и малоземельных крестьян, шире применялись усовершенствованные земледельческие орудия и улучшения агротехники. Продукция сельского хозяйства находила растущий рынок сбыта; наряду с извозом хлеба все в большей степени возрастала емкость внутреннего рынка, особенно в связи с быстрым ростом численности городского населения.
Во второй половине XVIII в. получили развитие мануфактуры, основываемые помещиками и зажиточные горожане. Шляхетские мануфактуры, основанные на крепостном труде, не приносили большого дохода и обычно не выдерживали конкуренции с более дешевыми иностранными товарами. Некоторые мануфактуры были созданы совместными усилиями магнатов и представителей нарождавшейся буржуазии (созданная в 1766 г. «Компания шерстяных мануфактур», чей капитал компании был разделен на 120 акций, владельцами которых были представители дворянства и буржуазии. Основанная главным образом на труде крепостных, в 1771 г. обанкротилась). Мануфактуры, основанные богатыми купцами, использовали главным образом труд вольнонаемных рабочих, отличавшийся большей производительностью. Как правило, изготовляли предметы широкого потребления, которым был обеспечен сбыт внутри страны. 
Начиная с 30-х гг. заметно развивалась экономика Польши, в том числе благодаря использованию в королевских владениях саксонской «камералистики» ощущался также приток художников, архитекторов и саксонских ремесленников для работы на магнатов. Произошло значительное оживление внешней торговли с Саксонией и Турцией, в то же время уменьшился товарный транзит из России, начавшей экспортировать товары в Европу через собственные порты на Балтике.
Началом периода просвещения в Польше считается 1740 год. Начиная с 40-х гг. становится заметным развитие иезуитских школ; иезуитские колледжи в условиях упадка Краковской академии берут на себя бремя высшего образования. Тогда Станислав Конарский инициирует реформу всех пиаристских школ в духе европейского Просвещения. В 1747 г. братья-епископы Анджей Станислав и Юзеф Анджей Залуские открывают первую польскую публичную библиотеку Залуских в Варшаве.
Крупнейшие магнатские семьи (в том числе Радзивилловы, Браницкие, Огинские, Чарторыйские, Сапеги, Потоцкие, Любомирские, Ржевусские), часто поддерживаемые соседними государствами, вели между собой постоянную борьбу за влияние, что привело к фактическому параличу государства, поскольку ни одна из фракций не могла одержать верх.
Основные противостоящие лагеря:
- пророссийская партия Чарторыйских и Понятовских (Фамилия),
- пропрусская партия Потоцких,
- просаксонская камарилия Ежи Мнишека.
- отдельную партию впоследствии составляли сторонники гетмана Яна Браницкого.

## Награды
- Орден Белого орла (Речь Посполитая, ок. 1713—1714)
- Военный орден Святого Генриха (Курфюршество Саксония, 1736)
- Орден Слона (Королевство Дания, 1709)
- Орден Золотого руна (Священная Римская империя, 1722)
- Орден Чёрного орла (Королевство Пруссия, 1733)
- Орден Святого апостола Андрея Первозванного (Российская империя, 26.05.1736)
- Орден Святого Александра Невского (Российская империя, 26.05.1736)[14].

## Семья
В 1719 году он женился на Марии Жозефе Австрийской (1699—1757), дочери императора Иосифа I. У них было 15 детей, четверо из которых умерли в детстве.
1. Фридрих Август (1720—1721), умер в младенчестве;
2. Йозеф Август (1721—1728), умер в детстве;
3. Фридрих Кристиан (1722—1763), преемник отца как курфюрст Саксонии, правил всего два месяца;
4. мертворождённая девочка (1723);
5. Мария Амалия (1724—1760), вышла замуж за короля Испании Карла III;
6. Мария Маргарита (1727—1734), умерла в детстве;
7. Анна (1728—1797), в 1747 вышла замуж за Максимилиана III Баварского;
8. Франц Ксавер (1730—1806), в 1765 женился на графине Клер фон Лаузиц;
9. Мария Жозефа (1731—1767), в 1747 вышла замуж за Людовика Фердинанда, дофина Франции; мать Людовика XVI, Людовика XVIII и Карла X;
10. Карл Христиан (1733—1796), герцог Курляндский, в 1760 женился на Францишке Корвин-Красиньской;
11. Кристина (1735—1782);
12. Елизавета (1736—1818);
13. Альберт (1738—1822), герцог Саксен-Тешенский, в 1766 женился на Марии Кристине Габсбург-Лотарингской;
14. Клеменс (1739—1812), архиепископ Трирский;
15. Кунигунда (1740—1826).